# ییزی
ییزی (به انگلیسی: Yezi)با نام اصلی لی یه-جی (به انگلیسی: Lee Ye-ji)(زاده ۲۶ اوت ۱۹۹۴) خواننده کره‌ای است.